# Brommella punctosparsa
Brommella punctosparsa är en spindelart som först beskrevs av Ryoji Oi 1957.  Brommella punctosparsa ingår i släktet Brommella och familjen kardarspindlar. Inga underarter finns listade.